# Tarifazo de Argentina de 2016
Se denomina coloquialmente Tarifazo de Argentina de 2016 al conjunto de medidas tomadas por la presidencia de Mauricio Macri para aumentar las tarifas de los servicios públicos, de la energía y del transporte público. Las medidas resultaron impopulares y se consideran como uno de los catalizadores de la serie de protestas y cacerolazos en todo el país. En el concepto se incluyen repercusiones económicas, sociales y políticas que esto conllevó.

## Contexto

### Subsidios a las empresas de energía y transporte
Según un estudio del diario el cronista desde la salida de la convertibilidad en el 2002, el estado argentino transfirió  unos $ 178.000 millones anuales en subsidios un sector de clase media recibe subsidios que no necesitaba. El ministro  de energía designado por Mauricio Macri, Juan José Aranguren, firmó acuerdos para importar gas de Chile por 5,5 millones de metros cúbicos diarios de gas a Argentina, gas que a su vez Chile importa del Sudeste Asiático. Aranguren convalidó un contrato por compra de gas a Chile con un precio que resulta un 53 por ciento más caro que el gas natural licuado que llega por barcos y un 128 por ciento más elevado que lo abonado por las importaciones provenientes de Bolivia. Por este motivo, fue imputado al haber realizado compras directas desde el Estado con pagos de más de un 50% de sobreprecio y por haber beneficiado a la petrolera Shell, en la cual posee 14 millones en acciones. También le adjudicó a la petrolera Shell de la que Aranguren es accionista siete de las ocho licitaciones que se pusieron en juego para la importación de gasoil por barcos al país encareciendo indebidamente los precios.
En 2019 el Ente Nacional Regulador del Gas difundió un informe oficial en el que se constató que casi tres millones de hogares cayeron en la pobreza  energética durante el periodo comprendido entre 2015 y 2019 durante la gestión de Cambiemos dicho índice de pobreza energética aumentó un 220%. sólo en 2016 tras los tarifazos se observó un incremento de la pobreza energética del 103% en relación con el año anterior con un total de 2.710.000 hogares que cayeron en la pobreza en materia de energía.Durante el  año2019, la cantidad de hogares pobres energéticamente creció otra vez y alcanzó a 2.849.000, un 104%. El informe oficial  indicó que política económica con un claro sesgo regresivo en la distribución del ingreso y los altos índices de inflación  impactaron de lleno en el poder adquisitivo de las familia y concluyó: «A ello se le debe sumar la caída de la actividad económica con la consecuente pérdida de empleo, y las modificaciones discrecionales en las tarifas.

### Diferentes tarifas según la zona
Economistas como Fernando Navajas, Fausto Spotorno, Fernando Baer y Miguel Bein, opinaron las tarifas de energía y transporte estaban atrasadas. En 2016 el senador argentino Fernando 'Pino' Solanas pidió que se investigue al presidente argentino Mauricio Macri por el presunto delito de recibir dádivas por parte del multimillonario británico Joe Lewis quien compró parte de Edenor tras la asunción de Macri. En idéntico sentido se expresó el legislador Martín Doñate que pidió a la Oficina Anticorrupción que investigue si Macri incurrió en el delito de dádivas, anunció el legislador provincial. También se reclamó a la Oficina Anticorrupción que se investigue a fondo los vínculos que unen a Mauricio Macri con  magnate británico Joe Lewis accionista de Edenor. Como recompensa de su estadía, días después Macri nombró vía decreto a la vocera de Lewis directora de la Radio Nacional, a pesar de no tener idoneidad para dicho cargo. Doñate pidió que se inicie una investigación contra el presidente por “dádivas” y por la participación de Lewis en el financiamiento de la campaña de Macri Poco después Macri firmó convenios para las obras eléctricas para la central en Río Escondido propiedad de Lewis. La electricidad tendrá precios extraordinarios, muy superiores hasta 500 mayores a los de mercado.

Ya en su rol cómo ministro sería imputado por privilegiar a la petrolera británica de la que fue accionista, con sobreprecios. La causa judicial llevó además a la imputación de la titular de la Oficina Anticorrupción Laura Alonso por encubrimiento. En 2019 el juez federal de la causa trabo embargos por 1.200.000 de pesos a Aranguren y 1.000.000 de pesos a Alonso.
El ministro  de energía designado por Mauricio Macri, Juan José Aranguren, firmó acuerdos para importar gas de Chile por 5,5 millones de metros cúbicos diarios de gas a Argentina, gas que a su vez Chile importa del Sudeste Asiático. Aranguren convalidó un contrato por compra de gas a Chile con un precio que resulta un 53 por ciento más caro que el gas natural licuado que llega por barcos y un 128 por ciento más elevado que lo abonado por las importaciones provenientes de Bolivia. Por este motivo, fue imputado al haber realizado compras directas desde el Estado con pagos de más de un 50% de sobreprecio y por haber beneficiado a la petrolera Shell, en la cual posee 14 millones en acciones. También le adjudicó a la petrolera Shell siete de las ocho licitaciones que se pusieron en juego para la importación de gasoil por barcos al país.
. En 2018, se filtró que es director de al menos dos empresas radicadas en una jurisdicción secreta, Shell Western Supply and Trading Limited, en Barbados, y Sol Antilles y Guianas Limited. La primera sociedad offshore fue beneficiada por el ministerio de energía en 2016 con compras de cargamentos de gasoil por CAMESSA mientras Aranguren dirigía dicho ministerio.

### Análisis del FMI
Según el FMI en 2015 los subsidios no eran elevados en comparación internacional, no había derroche en el consumo, y las empresas energéticas tenían ganancias extraordinarias.
En diciembre de 2015, según datos del FMI, el promedio mundial de subsidios era de 640 dólares por habitante, en tanto Argentina subsidiaba a cada habitante con 413 dólares hasta 2015, el 35 % menos que el promedio mundial, y menor a los 515 dólares que destinaba Chile en subsidios por habitante. Del informe se desprende que EE. UU. pagaba 700 mil millones de dólares al año en subsidios a los combustibles fósiles, lo que equivale a 2.180 dólares por persona; Australia aporta 1.260 dólares per cápita para subsidios energéticos, mientras que el Reino Unido destina 41 mil millones de dólares en subsidiar las energías convencionales, lo que equivale a 635 dólares por cada ciudadano. En igual sentido, los países con mayor nivel de subsidios a los combustibles fósiles al año y por persona son los estados petroleros del Medio Oriente: en Catar llegan a los 6.000 dólares, en Arabia Saudita 3.400 dólares y en Emiratos Árabes Unidos 3.000 dólares por cabeza.

## Aumento de tarifas
En marzo de 2016, el ministro de transportes, Guillermo Dietrich, anunció el aumento de las tarifas del agua y del sistema de transporte público en la ciudad de Buenos Aires. Esta medida produjo un alza del 100 por ciento de los precios de los boletos de colectivos, Subte y en ferrocarriles metropolitanos que conectan a la ciudad con el resto de la Provincia de Buenos Aires.
Como parte de la política energética implementada por el gobierno de Mauricio Macri, en julio de 2016 y previo a los festejos por el Bicentenario de la Independencia de Argentina, fueron anunciadas medidas dirigidas a recortar el presupuesto destinado al subsidio estatal de los servicios públicos energéticos: agua potable y saneamiento, energía eléctrica e hidrocarburos (gas combustible y petróleo). El presidente impulsó un fuerte aumento en los precios de los combustibles, naftas y GNC, convirtiendo a la Argentina en el segundo país con las naftas más caras de Latinoamérica después de Uruguay, lo que provocó, entre otras consecuencias, que miles de argentinos hicieron filas de más de 10 km en zonas fronterizas a Paraguay y Brasil para comprar nafta más barata.  En noviembre el organismo anticorrupción abrió una investigación por posibles sobreprecios e irregularidades en el proceso licitatorio que llevó adelante Enarsa para contratar los remolcadores de los barcos de gas licuado, un negocio anual del orden de los 50 millones de dólares. Este negocio había sido preadjudicado a la firma local “Logística y Servicios Maritímos SA” que pertenece a la familia Samarín financista de la campaña electoral de Mauricio Macri que no contaba con remolcadores propios.
Macri defendió la medida y pidió a los argentinos «ser austeros» con el consumo de los diversos tipos de energía.

## Manifestaciones en contra
Desde diversas organizaciones vecinales y políticas argentinas llamaron a una primera protesta en contra de la medida gubernamental para el 14 de julio de 2016 en distintos puntos de la Provincia de Buenos Aires. Los manifestantes que realizaron un cacerolazo, se concentraron en el Obelisco de Buenos Aires y sus alrededores, exigiendo, entre otros petitorios, la restauración de los precios tarifarios y la renuncia del primer ministro de energía argentino, Juan José Aranguren.
El 14 de julio se produjo una protesta por los aumentos en la tarifa del gas, que en ocasiones había superado el 1000%, y en algunos casos llegaban al 2000%, a los que una resolución del gobierno de Macri limitaba a un máximo interanual del 400% (cinco veces más). Contribuyeron al malestar de la población las distintas expresiones vertidas por miembros del gabinete de ministros y el propio presidente de la Nación, haciéndose hincapié en las críticas a la gestión del ministro de Energía y Minería, Juan José Aranguren, del que se pidió la renuncia a su cargo. La convocatoria se hizo a través de las redes sociales y WhatsApp.
La protesta se generalizó por varias zonas de la Capital y del Gran Buenos Aires, y se replicó en muchas ciudades del interior del país, como Córdoba, Rosario, Mendoza, La Plata, San Miguel de Tucumán y Neuquén. En cuanto a ciudades del interior bonaerense, las protestas se dieron en Mar del Plata, Miramar, Villa Gesell, Pinamar, Roque Pérez, Azul, Olavarría y Necochea, entre otros.

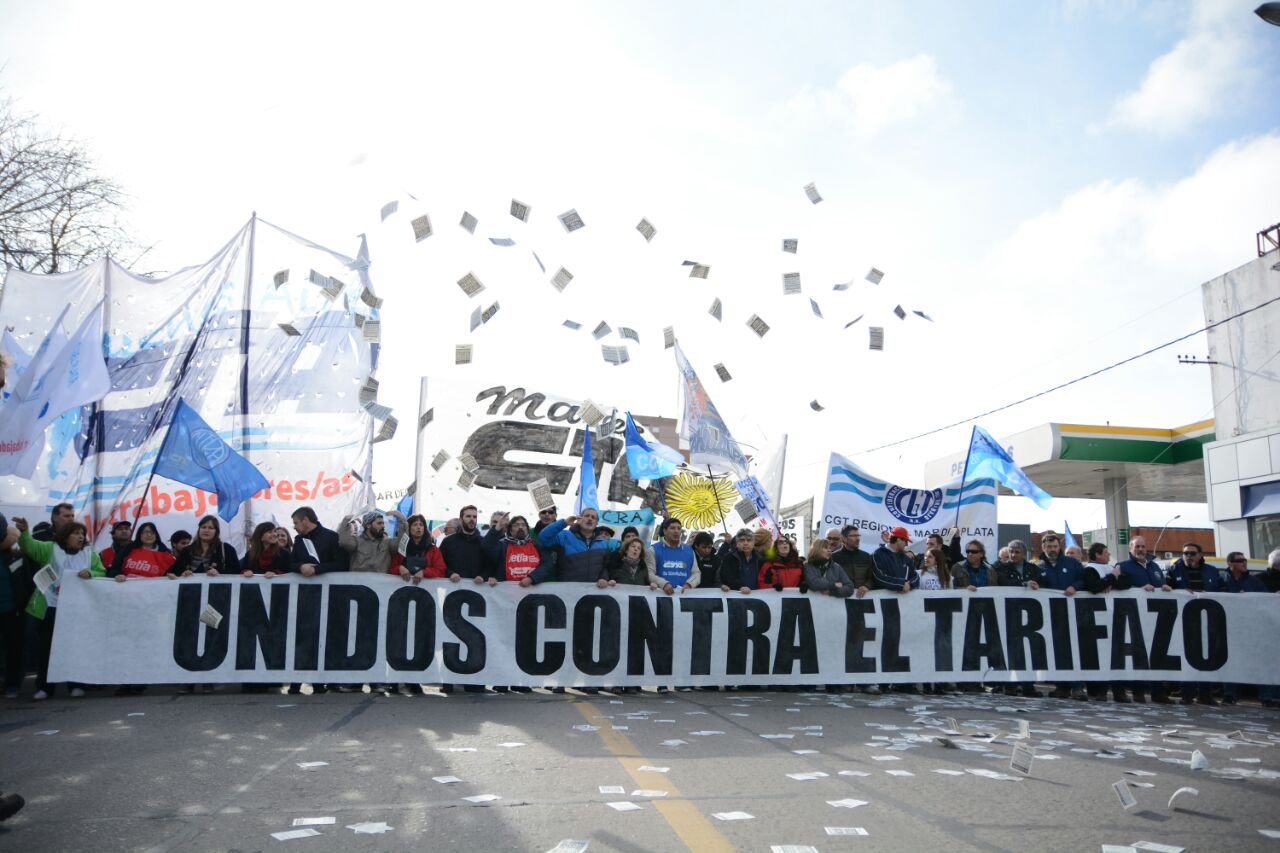
Protesta contra el tarifazo en Mar del Plata

Hubo cacerolazos en alrededor de 50 esquinas porteñas, pese a la lluvia. Flores, Congreso, Palermo, Núñez, Floresta, Caballito, San Telmo, Chacarita, Villa Urquiza, Colegiales, Balvanera, Recoleta, Almagro, Villa Crespo, Boedo, Belgrano, Saavedra, Mataderos, Parque Patricios, Villa Luro, Parque Avellaneda, Parque Chas y Lugano fueron algunos de las principales puntos de manifestación en la ciudad de Buenos Aires.
Se produjeron también manifestaciones en Villa Insuperable, Ciudadela, La Matanza, Tandil, Mar del Plata, Moreno, Berazategui, Almirante Brown, Quilmes, Ituzaingo, La Plata, En Morón, Lomas de Zamora, San Miguel, Berisso, Ensenada etc Lomas de Zamora, Avellaneda, San Isidro, Lanús, Morón y Vicente López.
El 14 de julio se produjo una protesta por los aumentos en la tarifa del gas, que en ocasiones había superado el 1000%, y en algunos casos llegaban al 2000%, Contribuyeron al malestar de la población las distintas expresiones vertidas por miembros del gabinete de ministros y el propio presidente de la Nación, haciéndose hincapié en las críticas a la gestión del ministro de Energía y Minería, Juan José Aranguren, del que se pidió la renuncia a su cargo.
Se repitió el método de movilización, se usaron además «veredazo», «bocinazo», «ruidazo», y otros. La protesta se generalizó por varias zonas de la Capital y del Gran Buenos Aires, y se replicó en muchas ciudades del interior del país, como Córdoba, Rosario, Mendoza, La Plata, San Luis, Bahía Blanca, San Miguel de Tucumán y Neuquén. Si bien los sectores de izquierda fueron los más notorios en su portación de carteles identificatorios, muchos de los manifestantes aclaraban que habían votado a favor de Macri. 
Los cacerolazos fueron convocados por Asociaciones de Consumidores y de Defensa de los Derechos de los Usuarios y por distintos referentes. Patricia Vaca Narvaja, Gabriela Cerruti, o Ana Corradi.
Hubo cacerolazos en alrededor de 50 esquinas porteñas, pese a la lluvia. Flores, Congreso, Palermo, Núñez, Floresta, Caballito, San Telmo, Chacarita, Villa Urquiza, Colegiales, Balvanera, Recoleta, Almagro, Villa Crespo, Boedo, Belgrano, Saavedra, Mataderos, Parque Patricios, Villa Luro, Parque Avellaneda, Parque Chas  y Lugano fueron algunos de las principales puntos de manifestación en la ciudad de Buenos Aires.
Se produjeron también manifestaciones en Villa Insuperable, Ciudadela, La Matanza, Tandil, Mar del Plata, Moreno, Berazategui, Almirante Brown, Quilmes, Ituzaingo, La Plata, Lomas de Zamora, Avellaneda, Lanús, Morón y Vicente López. El 14 de julio se produjo una protesta por los aumentos en la tarifa del gas, que en ocasiones había superado el 1000%, y en algunos casos llegaban al 2000%, a los que una resolución del gobierno de Macri limitaba a un máximo interanual del 400% (cinco veces más). Contribuyeron al malestar de la población las distintas expresiones vertidas por miembros del gabinete de ministros y el propio presidente de la Nación, haciéndose hincapié en las críticas a la gestión del ministro de Energía y Minería, Juan José Aranguren, del que se pidió la renuncia a su cargo. y  
el rechazo al aumento de las tarifas debido a la quita de los subsidios estatales. La convocatoria se hizo a través de las redes sociales y WhatsApp.
Se repitió el método de movilización, al que los medios opositores dieron nombres alternativos para despegarlo de las protestas anteriores -  como «veredazo», «bocinazo», «ruidazo», y otros. La protesta se generalizó por varias zonas de la Capital y del Gran Buenos Aires, y se replicó en muchas ciudades de todo el interior del país.
En agosto de ese año miles de ciudadanos protestaron en calles y plazas de todo el país en rechazo a los fuertes aumentos en las tarifas de servicios públicos, en lo que constituyó el segundo "ruidazo" con la consigna: "Chau Aranguren". En Microcentro, el punto principal del "ruidazo" se llevó a cabo en el Obelisco, las protestas también se replicaron en los barrios porteños de Recoleta, Caballito, Palermo, Belgrano, Flores, Floresta, Parque Avellaneda, Mataderos, Villa Lugano, Villa Crespo, Abasto, Almagro, San Telmo, Boedo, Congreso, Paternal y Chacarita.
En el Gran Buenos Aires se realizaron concentraciones en La Plata, Morón, Almirante Brown, Esteban Echeverría, Ituzaingo, Haedo, Luján, Caseros, Olivos, Ramos Mejía, Quilmes, Wilde, Lanús y Pilar. En el interior bonaerense también se registraron manifestaciones en las localidades de Roque Pérez, Tandil, Tres Arroyos y Junín.
También en el interior del país, entre ellas en las provincias de en Santa Fe, Córdoba, Salta, Mendoza, Río Negro, Chaco, Chubut, Corrientes, Misiones, Tucumán y Entre Ríos también se concretaron protestas con cortes de calle y en otros casos en las plazas centrales.

### Marcha Federal
Entre el 31 de agosto y el 2 de septiembre se llevó a cabo la Marcha Federal, una multitudinaria movilización convocada por diversas organizaciones sociales en todo el país. Se realizó como protesta contra las políticas del gobierno de Macri, entre ellas el tarifazo. De acuerdo con los organizadores, 400.000 personas concurrieron a la marcha.

## Judicialización
Una sala de la Cámara Federal de La Plata, dictó una sentencia que anuló el incremento de las tarifas de gas, adicionalmente obliga a las empresas a «retrotraer» los valores cobrados anteriormente al anuncio presidencial, así como también a devolver directamente a los usuarios todo el dinero que se haya cobrado eventualmente de más. Asimismo, un juez de la localidad de Lomas de Zamora, dispuso una medida cautelar ante un recurso presentado por un usuario local del servicio de agua potable, siendo la primera medida judicial en el país de esta naturaleza en contra del tarifazo.
La primera jueza que frenó el tarifazo, Mónica Forns denunció amenazas e intimidaciones. En agosto una granada fue encontrada en las cercanías de su domicilio. La granada de guerra fue hallada en un contenedor de basura a varios metros de su vivienda en el barrio porteño de Chacarita. La jueza relató que una persona dejó la granada frente a su domicilio y que al marcharse gritó que había una bomba que “tenía capacidad de explosión y bastante alcance”. La granada es utilizada por el Ejército Argentino para entrenamiento y tuvo participación en la guerra de las Islas Malvinas. El artefacto apareció un día después de que el ministro de Energía, Juan José Aranguren, la mencionó durante una exposición en el Congreso y brindó datos de la jueza. Posteriormente en el marco de la investigación del Congreso por espionaje a jueces, diputados, senadores y periodistas opositores al macrismo se reveló que la jueza había sido espiado pormeo gobierno, que había pinchado su teléfono y realizado seguimiento de sus movimientos personales y de su familia. La jueza recibiría amenazas anónimas cuando el ministro de energía del macrismo Juan José Aranguren hizo públicos datos personales de la jueza<re>https://www.politicargentina.com/notas/201608/15994-amenaza-a-la-jueza-que-freno-el-tarifazo-dejaron-una-granada-a-metros-de-su-casa.html</ref>Tras una serie de amenazas y presiones a la jueza por parte del macrismo 
el Consejo de la Magistratura porteño se solidarizo y emitió un repudio a todo tipo de actos que amedrenten la labor judicial, durante la reunión de Plenario de Consejeros, aprobar de manera unánime una declaración de repudio al acto intimidatorio que sufrió la jueza Martina Isabel Forns.

La jueza advirtió que no fue el primer amedrentamiento que sufrió, la magistrada denunció además que “llaman periodistas de algunos medios, muy agresivos, que me empiezan a acusar de kirchnerista y que algunos periodistas malintencionados la habían llamado para acusarme, tratar de hacerme caer en alguna agresión. No he respondido porque no es mi estilo. Pero cuando tocan a mi familia, ahí sí voy a salir a denunciar”. Un mes después arrojaron en su vivienda un "bulón" que rompió vidrios de la habitación de su hijo.
Meses después el procurador de la provincia de Buenos Aires, y exfuncionario de la gobernadora María Eugenia Vidal, Julio Conte Grand inició un pedido de juicio político al juez en lo contencioso administrativo N°3 de La Plata, Luis Arias, quien también había frenado los tarifazos. El juez fue acompañado en la calle por manifestantes que concurrieron a las puertas del Senado bonaerense para respaldarlo y oponerse a su apartamiento. Entre otros, Arias recibió manifestaciones a su favor por parte del Centro de Estudios Legales y Sociales (CELS), la Asamblea Permanente por los Derechos Humanos (APDH), la Comisión Provincial por la Memoria y la Mesa por los Derechos Humanos de La Plata, así como también diferentes gremios de variadas vertientes ideológicas y asociaciones civiles de la capital bonaerense.

## Consecuencias
A 2018 según publicó la BBC el gobierno macrista había realizado uno de los aumentos de tarifas de servicios públicos más grandes de la historia reciente del país. Informando que los argentinos están pagando un tercio de sus salarios en servicios, sumado a que la inflación era la segunda más alta América Latina después de Venezuela y la séptima más alta a nivel mundial.
El tarifazo benefició a empresarios allegados al presidente y al grupo Cambiemos, según diferentes medios.[cita requerida] Pampa Energía, de Marcelo Mindlin, empresario cercano a Mauricio Macri pasó de estar en el puesto 103 en el ranking de las empresas que más facturaran en Argentina, en el 2015, al puesto 10 según la revista Forbes, en octubre de 2017. Mindlin también es dueño de Iecsa, una de las empresas que formó parte del grupo Macri, y de Petrobras Argentina. En 2016, el 51% de las acciones de YPF que pertenece al Estado le prestó a Pampa Energía unos 140 millones de dólares para financiar la compra de la filial local de la petrolera brasileña. Poco después de asumir como gobernadora se denunció que María Eugenia Vidal subsidió con dinero público a empresas que aportaron para la campaña de Cambiemos de 2015 para que pudiesen afrontar el tarifazo. Según constaba en el Boletín Oficial, el gobierno de la Provincia de Buenos Aires decidió subsidiar tarifas de energía eléctrica de grandes empresas como, Laboratorios Bagó, uno de los principales aportantes a la campaña de Cambiemos de 2015. En total se subsidiaron con 25 millones de pesos en dos semanas a las empresas aportantes de su campaña.

### Energía
Durante 2016, los balances presentados a la Bolsa de Comercio de Buenos Aires por EDESUR y EDENOR sumando la empresa de gas METROGAS, acumularon un rojo fiscal de $1.342 millones, en el mismo período del 2015 habían ganado $535 millones entre las tres empresas.
En 2017 la demanda cayó un 2,3 por ciento interanual, a pesar de temperaturas más bajas que en 2016, se registraron aumentos del 63 por ciento en la cantidad de usuarios afectados por deficiencias en el servicio eléctrico.
Para agosto de 2018 el precio de la energía eléctrica se había incrementado en promedio un 2775 por ciento. Para esa fecha el porcentaje de un sueldo mínimo destinado el pago de los servicios públicos representaba un 25% del salario mínimo, cuando tres años atrás esa porción era de sólo el 6 por ciento. Para el caso de un salario promedio de los trabajadores registrados del sector privado, esa proporción subió del 1,4% en 2015 al 7,4% en 2018.

### Combustibles
Durante los primeros meses de gobierno Mauricio Macri llevó adelante un fuerte aumento en los precios de los combustibles, naftas y GNC, convirtiendo a la Argentina en el segundo país con las naftas más caras de Latinoamérica después de Uruguay, lo que provocó, entre otras consecuencias, que miles de argentinos hicieron filas de más de 10 km en zonas fronterizas a Paraguay y Brasil para comprar nafta más barata.
Paralelamente Argentina pasó a estar segunda en ranking de países de la región con naftas más caras, en dos años y medio de gestión la capacidad de compra de naftas se desplomó tanto para salarios mínimos, como para sueldos medios y jubilados; mientras que la producción de petróleo pese a los tarifazos se desplomó de 2.575.000 millones de m³ de petróleo anuales a 2.476.000 en 2016 y 2.318.000 en 2017, segundo año de gestión de Macri.
Durante 2016 la principal empresa productora de combustibles, la estatal YPF mostró una caída en sus ganancias operativas del 63,8%.  Ya en 2017 por primera vez en 20 años la empresa dio perdidas, la petrolera cerró un trimestre con pérdidas por $ 753 millones. Tal evolución explica gran parte del desplome de las utilidades netas de YPF. Las mismas se redujeron un 97,7% durante 2016. Al analizar la deuda de la empresa estatal, resulta que las acreencias en pesos crecieron un 64% en el primer semestre del 2016 comparado con el mismo lapso del 2015. Paralelamente comenzó a desprenderse de activos en las cuencas petroleras e inicio{o un proceso de desinversiones.
Por otro lado se produjo un derrumbe de las exportaciones argentinas de combustibles y energía para el periodo 2016-2018 que cayeron un 41,1%, desde los 4.837 millones de dólares hasta los 2.850 millones entre 2016 y 2018.

## Pérdida de autoabastecimiento
En enero de 2018, se importó un 70% de todo el crudo importado en 2015. Por su parte, y para igual mes, las importaciones de combustibles fueron las mayores desde 2011 y un 80% superiores a las de enero de 2015.

### Transporte
Luego del tarifazo se recortaron frecuencias y se levantaron servicios ferroviarios. En Entre Ríos los ramales fueron paralizados cancelándose los servicios locales de Paraná, la capital provincial, que fueron suspendidos en enero de 2016, el tren Paraná – Concepción del Uruguay, suspendido en febrero de ese año, y el servicio Basavilbaso – Villaguay, que dejó de circular en abril de 2016. El Tren de las Sierras, que circula entre Córdoba y Cosquín, dejó de salir desde la estación Alta Córdoba. En mayo de 2017 el servicio metropolitano de trenes de Resistencia, Chaco, también fue suspendido para forzar una provincialización del servicio y se descartó la renovación de vías del ramal C3 del Ferrocarril Belgrano. También se canceló el proyecto de fabricación de 1050 vagones de carga. El recorte en los trenes regionales, el cierre de ramales en el Chaco y Entre Ríos, servicios suspendidos en La Pampa, Mar del Plata, Chascomús y la decisión de paralizar la expansión del Tren del Valle y el abandono del Plan Operativo Quinquenal heredado de la gestión anterior. En cuanto a los servicios regionales de ferrocarril, en el caso del Tren del Valle se recortaron servicios y disminuyeron las frecuencias. El recorte en los trenes regionales, el cierre de ramales en el Chaco y Entre Ríos, servicios suspendidos en La Pampa, Mar del Plata, Chascomús y la decisión de paralizar la expansión del Tren del Valle y el abandono del Plan Operativo Quinquenal heredado de la gestión anterior. Por otra parte se suspendió el proyecto quinquenal que estipulaba la recuperación de las conexiones Brandsen-La Plata, Cañuelas-Lobos y Uribelarrea-Las Flores. Así mismo se levantaron los servicios ferroviarios de los ramales que van a Tandil, 25 de mayo, Chascomús, Bragado, Junín y Alberdi, a Bahía Blanca vía Pringles y a La Pampa, Coronel Boerr, Cacharí, Hinojo, Las Martinetas, Laprida, Pringles, Villa Ventana y Saldungaray. En total la cancelación de servicios afectó a  104 pueblos y ciudades y a  más de 670 mil habitantes. La provincia de La Pampa también se quedó sin trenes de pasajero, se decidió suspender el servicio que unía Santa Rosa y General Pico. 
Respecto al trasporte automotor a consecuencia de los tarifazos se eliminaron frecuencias de colectivos, a 2017 había más de 50 empresas de colectivos  en crisis, desde 2016, las partidas se redujeron en 10.000 millones de pesos, debido a la menor rentabilidad en 2017 se renovarían 200 unidades frente a las 1.800 necesarias para mantener actualizada y segura  la flota En 2018 la compañía de larga distancia Flechabus se presentó a concurso preventivo de crisis. Varias empresas recurrieron a ka cancelación de servicios y tienen problemas para pagar en término los sueldos. La Empresa General Urquiza, que brinda servicios en Buenos Aires, Santa Fe, Córdoba, Santiago del Estero, La Rioja, Catamarca y Tucumán, paralizó todos los servicios que salen de Buenos Aires. Empresa San José, con epicentro en las rutas que unen Buenos Aires con Entre Ríos, también frenó servicios, al igual que Tramat, El Rápido Internacional y Andesmar. Al mismo tiempo impacto produciendo una crisis en las empresas productoras de carrocerías de micros y ómnibus.

## Nuevos tarifazos y protestas
El 18 de abril de 2018 se repitieron nuevos cacerolazos contra el gobierno de Mauricio Macri vecinos salieron a las calles en diferentes ciudades; entre ellas en decenas de esquinas de Buenos Aires; en decenas municipios del gran Buenos Aires y en el Interior del país; protestando principalmemte contra el tarifazo. Los cacerolazos se repitieron la noche del 3 de septiembre en diversos puntos de la ciudad de Buenos Aires, contra la política económica del presidente Mauricio Macri.

El 4 de enero de 2019 se produjeron nuevos cacerolazos en Buenos Aires y el conurbano tras el anuncio, días atrás, de un nuevo tarifazo en los servicios públicos y el transporte.